# Pinguicula macroceras
Pinguicula macroceras är en tätörtsväxtart som beskrevs av Heinrich Friedrich Link. Pinguicula macroceras ingår i släktet tätörter, och familjen tätörtsväxter.

## Underarter
Arten delas in i följande underarter:
- P. m. macroceras
- P. m. nortensis
- P. m. microceras

## Bildgalleri

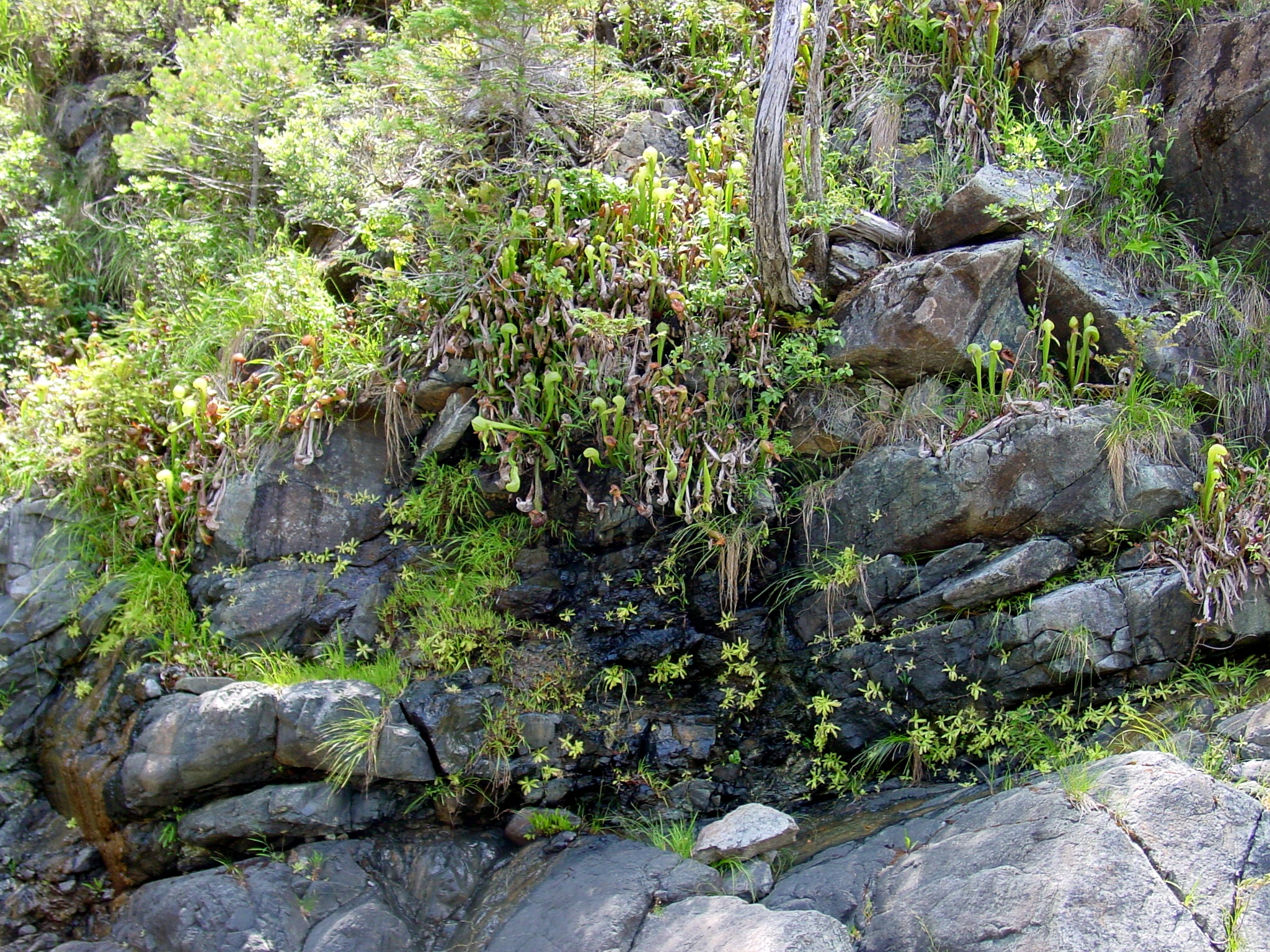
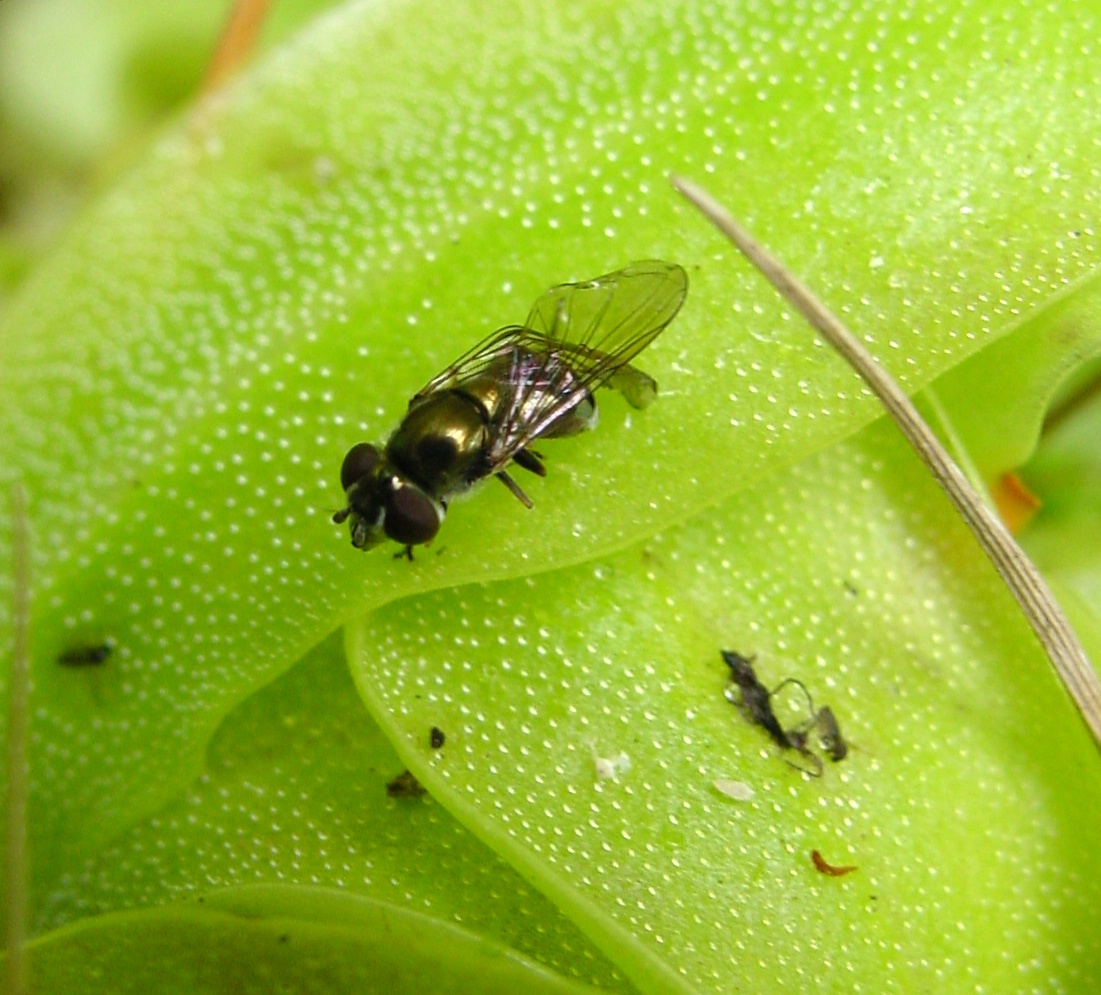
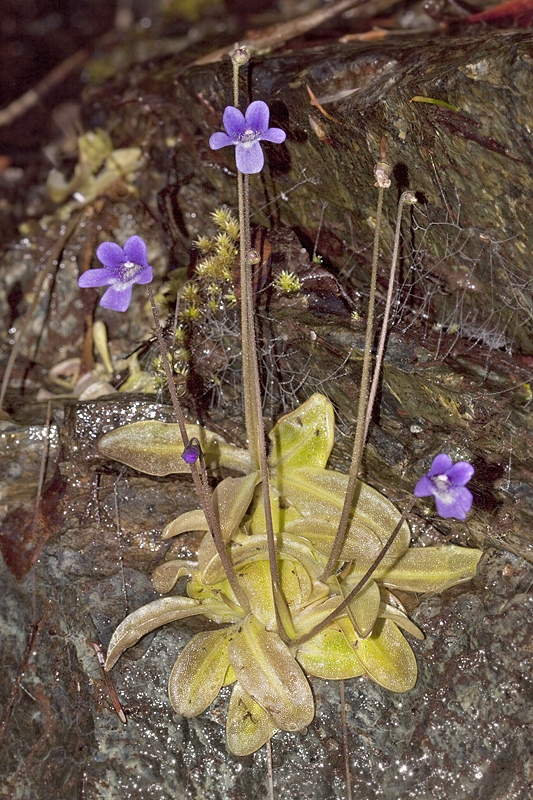
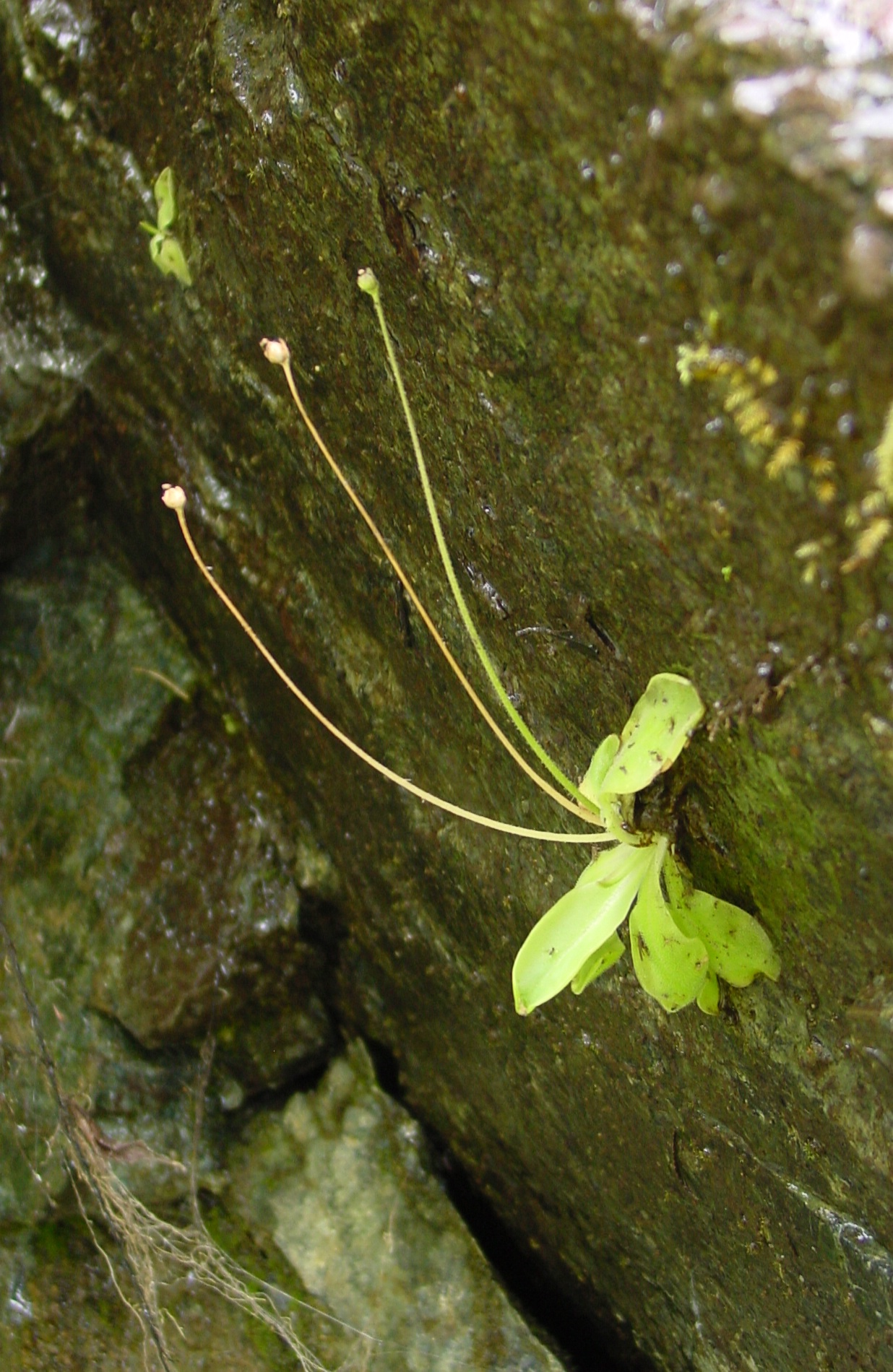